# ミカエル・ル・ビアン
ミカエル・ル・ビアン（Mickaël Le Bihan、1990年5月16日 - ）は、フランスのサッカー選手。ポジションはFW。ディジョンFCO所属。

## 経歴
2013年、ル・アーヴルACに移籍。2014-15シーズンのリーグ・ドゥでは18得点を挙げリーグ得点王に輝いた。
2015年9月2日、リーグ・アンのOGCニースに150万ユーロで移籍した。しかし3週間後の23日のFCジロンダン・ボルドー戦で脛骨骨折の重傷を負った。2017年2月24日、モンペリエHSC戦で17カ月ぶりのピッチに立った。

## タイトル
ル・アーヴル
- リーグ・ドゥ（英語版）得点王（18得点） 2015
- トロフェ・UNFP・デュ・フットボール リーグ・ドゥ年間最優秀チーム 2015